# Kh-35
O Zvezda Kh-35 (em russo: Х-35, AS-20 'Kayak') é um míssil anti-navio soviético turbojato de cruzeiro. O míssil pode ser lançado de helicópteros, navios de superfície e baterias de defesa costeira com a ajuda de um foguete de propulsão, caso em que é conhecido como Uran ('Uranus', SS-N-25 'Switchblade', GRAU 3M24) ou Bal ( SSC-6 'Sennight', GRAU 3K60). Ele é projetado para atacar navios de até 5.000 toneladas.